# 江種満子
江種 満子（えぐさ みつこ、1941年 -　）は、日本近代文学研究者。博士（人文科学）（お茶の水女子大・論文博士・2004年）（学位論文「日本近代文学とジェンダー 女性・身体・言葉」）。文教大学名誉教授。

## 略歴
広島県に生まれる。お茶の水女子大学文教育学部国文学科を卒業。東京教育大学大学院博士課程満期退学。文教大学文学部教授。2004年に「日本近代文学とジェンダー 女性・身体・言葉」でお茶の水大学より博士（人文科学）の学位を授与される。2012年に定年退任、名誉教授となった。日本近代文学館の理事を務める。

## 著書
- 『有島武郎論』桜楓社、1984年
- 『大庭みな子の世界 アラスカ・ヒロシマ・新潟』新曜社、2001年
- 『わたしの身体、わたしの言葉 ジェンダーで読む日本近代文学』翰林書房、2004年、ISBN 978-4-87737-198-2

### 共編著
- 『女が読む日本近代文学 フェミニズム批評の試み』漆田和代共編、新曜社、1992年
- 『男性作家を読む フェミニズム批評の成熟へ』ほか共著、新曜社、1994年
- 『ジェンダーで読む『或る女』 総力討論』中山和子共編、翰林書房、1997年
- 『ジェンダーの日本近代文学』中山和子、藤森清共編、翰林書房、1998年
- 『20世紀のベストセラーを読み解く 女性・読者・社会の100年』井上理恵共編、學藝書林、2001年

## 参考
- 江種満子『わたしの身体、わたしの言葉 : ジェンダーで読む日本近代文学』翰林書房、2004年、ISBN 978-4-87737-198-2